# Günter Bruno Fuchs

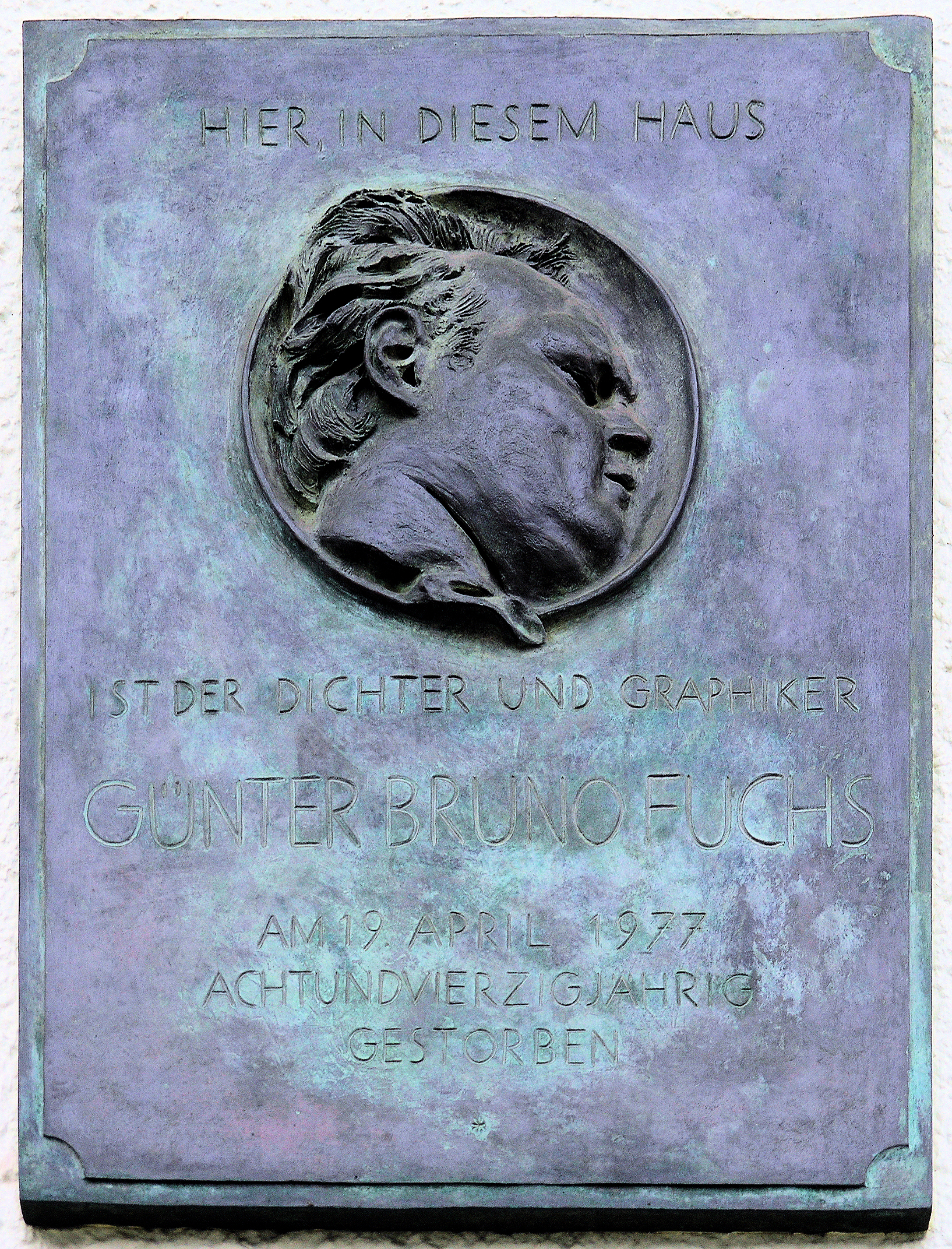
Gedenktafel für Fuchs in Berlin-Wilmersdorf

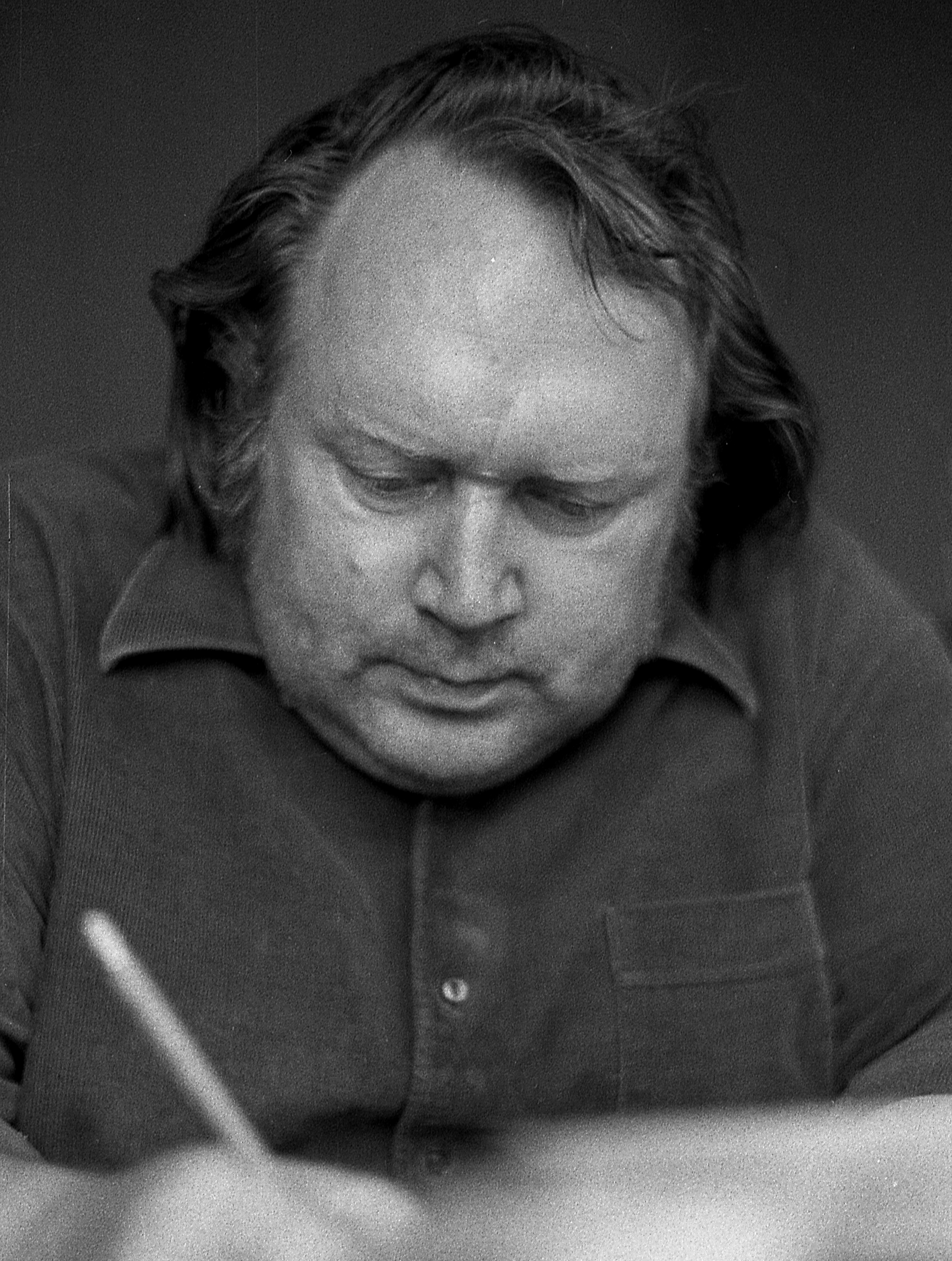
Günter Bruno Fuchs (1975)

Günter Bruno Fuchs (* 3. Juli 1928 in Berlin; † 19. April 1977 ebenda) war ein deutscher Schriftsteller und Grafiker.

## Leben

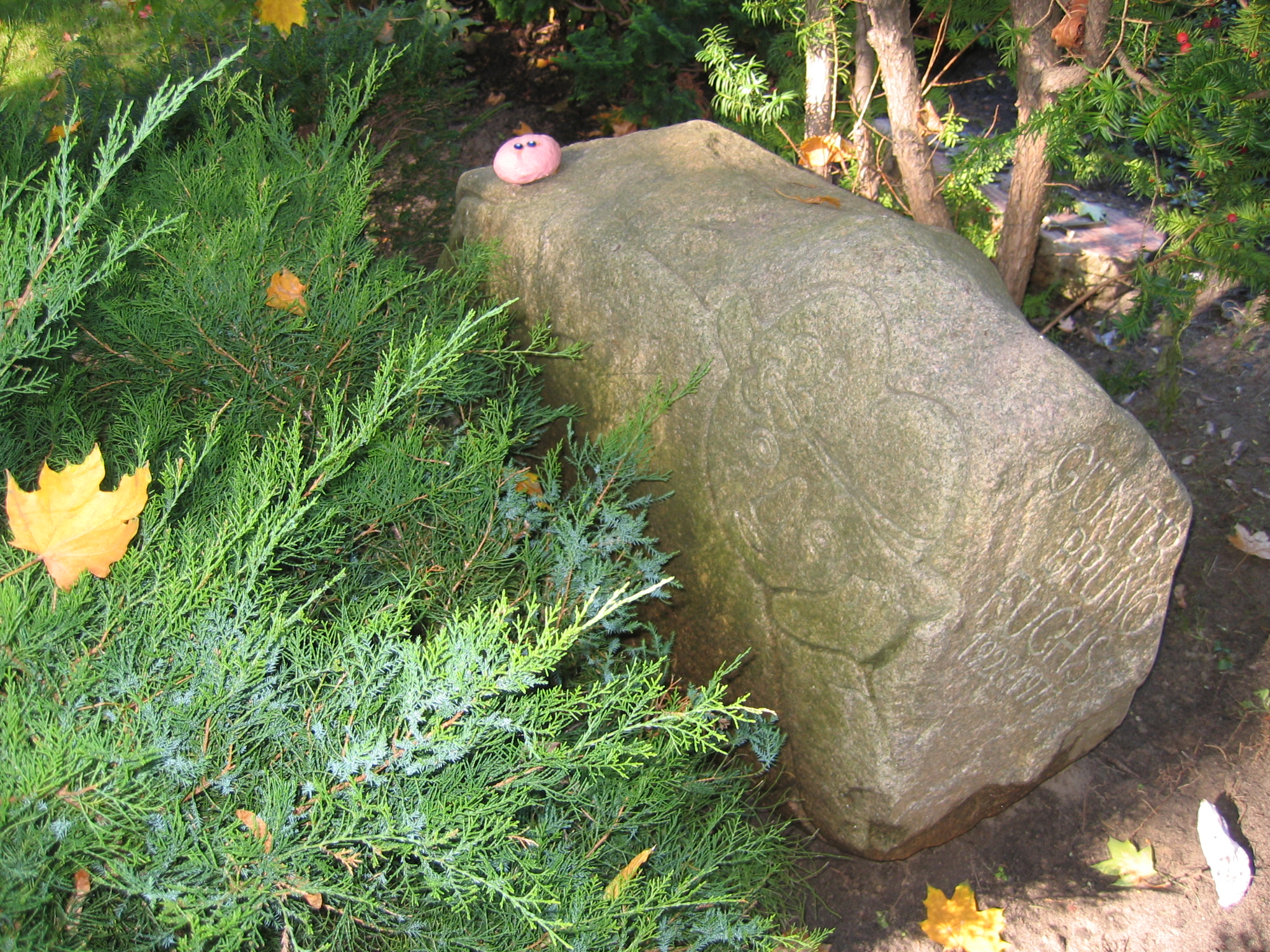
Ehrengrab von Günter Bruno Fuchs auf dem Friedhof Columbiadamm mit dem Grabstein von Günter Anlauf

1944 wurde Günter Bruno Fuchs im Alter von sechzehn Jahren als Luftwaffenhelfer im Zweiten Weltkrieg eingezogen und geriet nach einem kurzen Fronteinsatz in belgische Gefangenschaft. 1945 kehrte er im Alter von siebzehn Jahren nach Berlin zurück. Fuchs machte eine Lehre als Maurer und arbeitete zunächst als Hilfsarbeiter. Nach dem Ende der NS-Diktatur trat Fuchs der KPD bei, deren Mitglied er über das Verbot seiner Partei (1956) hinaus blieb. Nach schwierigen Anfangsjahren und einem kurzen Abstecher nach Ost-Berlin, wo er als Schulhelfer arbeitete, studierte er an der Hochschule für Bildende Künste und in der Meisterschule für Grafik in Berlin. 1948 begegnete er Gisela Amft. Das Paar heiratete 1953. Die Ehe wurde Anfang der 1960er Jahre geschieden.
Ab 1952 lebte Fuchs als freier Schriftsteller und Grafiker in Reutlingen, wo er bis 1958 blieb und der Telegramm-Gruppe angehörte. Anschließend zog er nach West-Berlin, wo er 1959 mit Robert Wolfgang Schnell und Günter Anlauf die Galerie Zinke begründete. Gemeinsam mit Schnell war er auch Ehrenmitglied im Neuen Friedrichshagener Dichterkreis. Für seinen Freund, den Friedrichshagener Dichter Johannes Bobrowski, schuf er den Einband zu dessen erstem Lyrikband Sarmatische Zeit (Stuttgart 1961). 1957 erhielt er den Kunstpreis der Jugend von der Kunsthalle Baden-Baden. Unter seinem Patronat wurde 1963 die Werkstatt Rixdorfer Drucke in einem Berlin-Kreuzberger Hinterhof mit den Grafikern Uwe Bremer, Albert Schindehütte, Johannes Vennekamp und Arno Waldschmidt gegründet. 1965 heirateten Günter Bruno Fuchs und Jutta Wallmann. Das Paar hatte sich 1960 kennengelernt. Tochter Anja wurde 1964 geboren. 1967 illustrierte er den Gedichtband Der Tisch, an dem wir sitzen von Elisabeth Borchers mit drei Monotypen. 1969 schied er aus dem Künstlerkollektiv „Werkstatt Rixdorfer Drucke“ aus. 1971 wurde Günter Bruno Fuchs als ordentliches Mitglied ins P.E.N.-Zentrum Deutschland berufen.
Fuchs’ literarisches Werk umfasst Gedichte, Erzählungen, Romane, Hörspiele und Kinderbücher, die er zum Teil mit eigenen Grafiken illustrierte. Er war beeinflusst von Peter Hille. In den 1960er Jahren schrieb er in berlinerischer Mundart Berliner Großstadtgeschichten über Kneipengänger, autowaschende Väter, Polizisten und Leute mit der typischen Berliner Schlagfertigkeit. Die Typografien und Grafiken seiner Bücher entwarf er stets selbst.
Am 19. April 1977 fand die Mutter ihren Sohn tot vor der Schreibmaschine sitzend auf, in der Hand den Telefonhörer haltend. Günter Bruno Fuchs wurde nur 48 Jahre alt. Bestattet wurde er auf dem Friedhof Columbiadamm. Sein Grab war von 1990 bis 2015 als Ehrengrab der Stadt Berlin gewidmet.

## Gedenkveranstaltung
Zum 90. Geburtstag des Künstlers fand am 3. Juli 2018 im Buchhändlerkeller in Berlin eine Gedenkveranstaltung mit Lesungen aus seinen Werken statt. Jürgen Tomm moderierte die Veranstaltung, die Lesung erfolgte durch Hanspeter Krüger. Anwesend waren folgende Weggefährten des Künstlers: Uwe Bremer, Ali Schindehütte und Johannes Vennekamp. Unter den Besuchern war auch die Künstlerin Aldona Gustas.

## Veröffentlichungen (Auswahl)
- Der verratene Messias. Essay um den Dichter Wolfgang Borchert. Progress Verlag, Düsseldorf 1953.
- Die Wiederkehr des heiligen Franz. Drei Legenden. Quell Verlag, Frankfurt 1954.
- Der Morgen. Brunnquell, Metzingen 1954.
- Zigeunertrommel. Gedichte. Mitteldeutscher Verlag, Halle 1956.
- Die Jungen vom Teufelsmoor. Erzählung. Quell Verlag, Frankfurt 1956.
- Nach der Haussuchung. Eremitenpresse, Stierstadt im Taunus 1957.
- Polizeistunde. Erzählung. Hanser, München 1959.
- Brevier eines Degenschluckers. Hanser, München 1960.
- Trinkermeditationen. Luchterhand, Neuwied am Rhein 1962.
- Krümelnehmer oder 34 Kapitel aus dem Leben des Tierstimmen-Imitators Ewald K. Hanser, München 1963.
- Die Meisengeige. Zeitgenössische Nonsensverse. (Hrsg.), Hanser 1964
- Pennergesang. Gedichte & Chansons, Hanser 1965
- Herrn Eules Kreuzberger Kneipentraum. Hanser 1966
- Ein dicker Mann wandert. Middelhauve 1967
- Blätter eines Hof-Poeten. Hanser 1967
- Zwischen Kopf und Kragen. 32 wahre Geschichten und 13 Bilder, Wagenbach 1967
- Bericht eines Bremer Stadtmusikanten. Hanser 1968
- 21 Märchen zu je 3 Zeilen. Polyphem Handpressen Druck 1968
- Fibelgeschichten und drei Holzschnitte. Friedenauer Presse 1969
- Handbuch für Einwohner. Prosagedichte, Hanser 1969
- Reiseplan für Westberliner anlässlich einer Reise nach Moskau und zurück. Friedenauer Presse 1970
- Das Lesebuch des Günter Bruno Fuchs. Hanser 1970
- Der Bahnwärter Sandomir. Hanser 1971
- Neue Fibelgeschichten. Literarisches Colloquium 1971
- Aus dem Leben eines Taugenichts. Hanser 1971
- Gedichte eines Hof-Poeten. Aufbau 1971
- Wilhelms praktische Lehrsätze aufgrund des gelösten Rätsels zu Andernach. Erzählung. In: H. C. Artmann (Hrsg.): Detective Magazine der 13. Residenz, Salzburg, ISBN 978-3-7017-0002-8.
- Wanderbühne. Beltz & Gelberg 1974, ISBN 3-407-80512-8.
- Ratten werden verschenkt. Ullstein 1974, ISBN 3-548-03066-1.
- Die Ankunft des Großen Unordentlichen in einer ordentlichen Zeit. Gedichte, Bilder und Geschichten, Wagenbach 1977, ISBN 3-8031-2039-X.
- Gesammelte Fibelgeschichten und letzte Gedichte. Hanser, München 1978, ISBN 3-446-12416-0.
- Erlernter Beruf eines Vogels. Gedichte, Geschichten & Bilder. Reclam, Leipzig 1981
- Abenteuerliche Geschichten ohne Abenteuer. Heyne 1981, ISBN 3-453-35806-6.
- Gemütlich summt das Vaterland. Gedichte, Märchen, Sprüche und allerhand Schabernack. Zusammengestellt von Michael Krüger. Hanser, München 1984, ISBN 3-446-14179-0.
- Bis zur Türklinke reiche ich schon. Mit Illustrationen von Winand Victor. Hauschild Verlag, Bremen 1985, ISBN 3-920699-70-X.
- Werke in drei Bänden. Hanser, München 1990–1995, ISBN 3-446-15811-1.

## Tonträger
- Schobert & Black: Löns mir ein grünes Lied – Limericks und Lästerlieder (enthät fünf „Nationalhymnen“ G. B. Fuchs’, vertont von Wolfgang „Schobert“ Schulz). LP, Philips – 6305 061, 1971
- Günter Bruno Fuchs liest Gedichte & anderes. EP 7″, Carl Hanser Verlag – CHV 100, München, Jahr unbekannt
- Ein Ohr wäscht das andere – Die schönsten Texte von Günter Bruno Fuchs, gelesen von ihm selbst: aus vollem Hals, mit listigen Betonungen, schmatzend berlinerisch lispelnd. LP, Wagenbachs Quartplatte – WA 19, Berlin 1980